# Liste des fédérations sportives japonaises
Voici la liste des fédérations sportives japonaises :
| Oragnisme                                               | Site officiel                                                                                             |
| ------------------------------------------------------- | --- |
| Fédération japonaise de tir à l'arc                     | http://www.archery.or.jp/                                                                                 |
| Fédération japonaise de judo                            | http://www.judo.or.jp/                                                                                    |
| Fédération japonaise de kendō (en)                      | http://www.kendo.or.jp/                                                                                   |
| Fédération japonaise de naginata                        | http://www.konishi.co.jp/naginata/                                                                        |
| Fédération japonaise de kyūdō                           | http://www.kyudo.jp/                                                                                      |
| Fédération japonaise d'escrime                          | https://web.archive.org/web/20081219044720/http://www.sportsweb.ne.jp/fje.htm                             |
| Fédération japonaise d'athlétisme amateur               | https://web.archive.org/web/20080327105947/http://www.rikuren.or.jp/                                      |
| Fédération japonaise de bandy (en)                      | http://bandy.or.jp                                                                                        |
| Fédération japonaise de baseball amateur                | http://www.jaba.or.jp/                                                                                    |
| Fédération japonaise de boxe amateur                    | http://www.japan-sports.or.jp/boxing/                                                                     |
| Fédération japonaise du sport amateur                   | http://www.japan-sports.or.jp/                                                                            |
| Association japonaise des fédérations d'athlétisme      | http://www.rikuren.or.jp/fan/                                                                             |
| Fédération japonaise d'automobile                       | http://www.jaf.or.jp/                                                                                     |
| Fédération du Japon de basket-ball                      | http://www.jabba-net.com/                                                                                 |
| Fédération japonaise de bobsleigh et de luge            | http://www.soli.jp/                                                                                       |
| Fédération japonaise de bodybuilding                    | http://www.jbbf.jp/                                                                                       |
| Congrès japonais de bowling (en)                        | http://www006.upp.so-net.ne.jp/jbc/                                                                       |
| Commission japonaise de boxe                            | http://www.jbc.or.jp/                                                                                     |
| Fédération japonaise de canoë                           | http://www.canoe.or.jp/                                                                                   |
| Fédération japonaise de ball-trap                       | http://www.jctsa.or.jp/                                                                                   |
| Fédération japonaise de curling                         | http://www.curling.or.jp/                                                                                 |
| Fédération japonaise de cyclisme (en)                   | http://www.jcf.or.jp/                                                                                     |
| Fédération japonaise d'équitation                       | http://www.equitation-japan.com/                                                                          |
| Fédération japonaise de football                        | http://www.jfa.or.jp/                                                                                     |
| Fédération japonaise de golf (en)                       | http://www.jga.or.jp/                                                                                     |
| Fédération japonaise de gymnastique                     | http://www.jpn-gym.or.jp/                                                                                 |
| Fédération japonaise de handball                        | http://www.handball.jp/                                                                                   |
| Fédération japonaise de hockey                          | http://www.hockey.or.jp/                                                                                  |
| Fédération japonaise de hockey sur glace (en)           | http://www.jihf.or.jp/                                                                                    |
| Fédération japonaise de kabaddi                         | « http://homepage2.nifty.com/kabaddi-nippon/ »(Archive.org • Wikiwix • Archive.is • Google • Que faire ?) |
| Fédération japonaise de karaté (en)                     | http://www.karatedo.co.jp/jkf/                                                                            |
| Fédération japonaise de course automobile (en)          | http://www.jmrca.jp                                                                                       |
| Fédération japonaise d'alpinisme                        | http://www.jma-sangaku.or.jp/                                                                             |
| Fédération japonaise de bowling professionnel (en)      | http://www.jpba.or.jp/                                                                                    |
| Fédération japonaise d'aviron                           | http://www.jara.or.jp/                                                                                    |
| Fédération japonaise de baseball sur synthétique        | http://www.jsbb.or.jp/                                                                                    |
| Fédération japonaise de rugby à XV                      | http://www.rugby-japan.or.jp/                                                                             |
| Fédération japonaise de voile (en)                      | http://www.jsaf.or.jp/                                                                                    |
| Fédération japonaise de sepak takraw                    | http://www.jstaf.jp/                                                                                      |
| Fédération japonaise de patinage à glace                | http://www.skatingjapan.or.jp/                                                                            |
| Fédération japonaise de soft tennis                     | http://www.soft-tennis.com/                                                                               |
| Fédération japonaise de softball                        | http://www.softball.or.jp/                                                                                |
| Fédération japonaise des arts du sport                  | http://www.japan-sports.or.jp/sportsarts/                                                                 |
| Fédération japonaise de squash (en)                     | http://www.squash-japan.com/                                                                              |
| Fédération japonaise de sumo                            | http://www.nihonsumo-renmei.jp/                                                                           |
| Fédération japonaise de natation (en)                   | http://www.swim.or.jp/                                                                                    |
| Association japonaise de tennis de table                | http://jtta.or.jp/                                                                                        |
| Fédération japonaise de taekwondo                       | http://www.jtkd.com/                                                                                      |
| Fédération japonaise de tennis (en)                     | http://www.tennis.or.jp/                                                                                  |
| Fédération japonaise de triathlon                       | http://www.jtu.or.jp/                                                                                     |
| Fédération japonaise de volley-ball (en)                | http://www.jva.or.jp/                                                                                     |
| Fédération japonaise d'haltérophilie (en)               | http://www.japan-sports.or.jp/weightlifting/index.htm                                                     |
| Fédération japonaise de lutte                           | http://www.japan-wrestling.jp/                                                                            |
| Fédération japonaise de Wushu Taijiquan                 | http://www.jwtf.or.jp/                                                                                    |
| Comité olympique japonais                               | http://www.joc.or.jp/                                                                                     |
| Fédération japonaise de pentathlon et biathlon modernes | http://www.japan-sports.or.jp/mpbuj/                                                                      |
| Fédération japonaise de tir à la carabine               | http://www.riflesports.jp/                                                                                |
| Association japonaise de sumo                           | http://www.sumo.or.jp/                                                                                    |
| Fédération japonaise de badminton                       | http://www.u-netsurf.ne.jp/nichiba/                                                                       |
| Fédération japonaise de billard                         | http://www.nba.or.jp/                                                                                     |
| Fédération japonaise de jūkendō amateur                 | https://web.archive.org/web/20060822081904/http://www.jukendo.or.jp/                                      |
| Fédération japonaise de ski                             | http://www.ski-japan.or.jp/                                                                               |